# Башня солнца
Башня солнца (яп. 太陽の塔 тайё:-но-то:) — скульптура Таро Окамото, построенная к всемирной выставке 1970 года в Японии и ставшая её символом. Она расположена в мемориальном парке «Экспо-70» в городе Суйта, префектура Осака.

## Описание
Скульптура была построена из железобетона, имеет стальной каркас. Она имеет цилиндрическую форму, её высота составляет 70 м. От туловища отходят две руки. Диаметр «башни» у основания составляет 20 м, длина каждой руки — 25 м. Общая стоимость скульптуры составила 630 млн йен. Скульптура имеет три «лица», которые, по задумке скульптора, смотрят в прошлое («Чёрное солнце» на спине), настоящее (на передней части) и будущее («Золотая маска» наверху). По словам Окамото, эти лица символизируют дисгармонию и противоречия, существующие в современном мире. Поверхность скульптуры белая, на ней стеклянной мозаикой спереди изображены «красные молнии», сзади — «зелёная корона». Диаметр металлической «Золотой маски» составляет 10 м, диаметр выполненого из фиброармированной пластмассы «солнечного лика» на передней части — 12 м. «Золотая маска» выглядела как отражатель, а ночью в её «глазах» зажигались 3,6-киловаттные прожекторы.

## История
Скульптура была центральным элементом выставки и возвышалась над перекрытием («большой крышей») спроектированного Окамото тематического павильона «Прогресс и гармония для человечества», располагаясь по соседству с «Башней материнства» и «Башней юности». В башне располагалась экспозиция «Древо жизни», демонстрировавшая эволюцию жизни на планете; она состояла из 183 моделей живых существ. Во время выставки под скульптурой, в подземном павильоне, было выставлено четвёртое лицо скульптуры — «Солнце подземного мира» (высотой в 3 м и шириной в 11 м), символизировавшее духовный мир человека. Посетители попадали в башню через подземный вход, поднимались (частично на эскалаторах) по экспозиции «Древо жизни» и выходили через «руки» скульптуры на перекрытие павильона. Оттуда они спускались по «Башне материнства» и попадали на площадь. После выставки внутренности башни были закрыты для посетителей, а четвёртое лицо пропало.
В 2003 году у «Мемориальной организации всемирной выставки» появились планы открыть памятник для посетителей, но им помешало то, что башня не удовлетворяла стандартам сейсмоустойчивости. В итоге была проведена реконстукция башни, восстановлены оригинальная экспозиция и пропавшее «Солнце подземного мира», добавлена подсветка. В марте 2018 года впервые после окончания выставки в башню стали пускать посетителей.
В 2020 году скульптура была внесена в список зарегистрированных материальных культурных ценностей Японии.

## Критика
В скульптуре прослеживаются различные мотивы, проявлявшиеся в работах и выступлениях Окамото. Известно, что он проявлял интерес к керамике эпохи Дзёмон, а в статье 1952 года предлагал брать эстетику той керамики как пример для современного японского искусства. Следовательно, историк искусства Сунохара Фумихиро усматривает сходство Башни солнца с фигурками Дзёмон. Другим источников вдохновения для Окамото являлась Мексика, по которой он путешествовал в 1960-е годы и в чьём самобытном искусстве видел альтернативу «зашедшему в тупик» западному искусству. В экспозиции под скульптурой «Солнце подземного мира» было окружено увеличенными копиями фигурок Дзёмон и скульптурами ацтекской богини Коатликуэ. То, что скульптура выглядит «безголовой», связывают с интересом Окамото к ацтекским ритуалам жертвоприношения и его членством в обществе «Acéphale», то есть «безголовых». Кроме того, он утверждал, что «искусство — это магия» и описывал, как вошёл в транс, будучи окружённый древними идолами и масками подземной экспозиции, и назвав это «мировым ритуалом» (世界の祭り). Он видел в «невинно стоящей» скульптуре часть «ритуала», позволяющего посетителям выставки, оторванным от своих корней современным людям, «принять полную человеческую форму».
Многие художники и политические активисты отрицательно отзывались о работе Окамото, больше всего критикуя его сотрудничество с властями в подготовке выставки, прославляющей достижения богатейших стран мира. Ранее известный критикой властей, национализма и империализма Окамото утверждал в ответ, что сама скульптура является выражением его неприятия как выставки, так и заглавной темы павильона. В свете текущей Вьетнамской войны и последствий атомной бомбардировки Хиросимы и Нагасаки он ставил под сомнение саму концепцию «прогресса и гармонии». Окамото называл скульптуру «чудовищной» (ベラボーなもの), и говорил, что «семидесятиметровое чудище пробивает тридцатиметровую крышу», нарушая порядок и рациональные расчёты («большая крыша» к тому моменту уже была спроектирована архитектором Кэндзо Тангэ). Он утверждал, что его «чудовищный идол связал примитивное с современным».
Во время выставки скульптура прославилась на всю страну. Башня солнца неоднократно появлялась в аниме и других произведениях, в честь неё назван роман Томихико Морими, выпущенный в 2003 году.